# Александерсон, Ева
Ева Ингрид Элизабет Александерсон (швед. Eva Alexanderson; 9 января 1911 года — 20 декабря 1994 года) — шведская писательница, переводчик и издатель. Её самыми известными произведениями являются лесби роман Kontradans (1969) и перевод на шведский язык романа итальянского писателя Умберто Эко «Имя Розы» (1983).

## Биография
Ева Ингрид Элизабет Александерсон родилась в 1911 году в районе Васастан, Стокгольм. В 1930 году она окончила учебу в средней школе, в 1935 году получила степень бакалавра искусств университета Лунда. Затем три года работала в издательстве Svenska Bokförlag. В эти годы она совершила поездку во Францию, Италию и Испанию. В 1937 году перевела с испанского книгу Беспозвоночные Испании Хосе Ортега-и-Гассет. В начале Второй мировой войны стала писать для анти-нацистской газеты Nu. В 1944 году вышла замуж за Лундстрема Густава (Gustaf Ragnvald Lundström). Супруги развелись в 1946 году.
После войны, с 1946 по 1955 год, Александерсон работала в издательстве Bonnier Group. В 1940-х годах перевела и опубликовала несколько произведений Жан-поля Сартра, Симона де Бовуара и Жана Жене. Список других писателей, чьи произведения она перевела, включает Альбера Камю, Жан-Жака Руссо, Ф. М. Достоевского, Франсуа-Рене де Шатобриана, Алена Роб-Грийе и Дарио Фо. Её дебютный роман Resa till smältpunkten, был опубликован в 1954 году, издан также в бедных развивающихся странах. В 1967 году она опубликовала религиозный рассказ Pilgrimsfärd.
Ее перевод на шведский язык романа итальянского писателя Умберто Эко «Имя Розы» (1983) был хорошо принят критиками и читателями, и в 1985 году получил приз Letterstedtska priset. В том же году она выиграла приз Samfundet De Nio. Известен ее лесби роман Kontradans (1969), последний роман Sparkplats för jungfrun — ett socialmänskligt collage, был опубликован в 1992 году, за два года до смерти писательницы.

## Призы
- 1961 — Премия шведской Академии перевода
- 1969 — Приз Эльзы Тулин за переводы
- 1985 — Приз Ниос за переводы
- 1986 — Кавалер ордена Искусств и литературы (Франция)[5]